# バックアップサイト
バックアップサイト (英: backup site) または作業領域復旧サイト (英: work area recovery site)とは、火災、洪水、テロなどの災害の後に組織が移転できる場所のこと。これは、ディザスタリカバリ計画および組織のより広範な事業継続計画の不可欠な部分である。 
バックアップまたは代替サイトは、組織が運営する別のデータセンターの場所にすることも、ディザスタリカバリサービスを専門とする会社を介して契約することもできる。場合によっては、ある組織が別の組織と共同バックアップサイトを運営することで合意することもあります。さらに、組織は、各データセンターにサイトをセットアップするために別の組織と相互契約を結んでいる場合がある。
サイトは一般に、準備の程度と運用に入れるまでの時間によりコールド（施設が準備されている）、ウォーム（機器が設置されている）、ホット（運用データがロードされている）と分類される。後者になるほど、実装と保守のコストは増加する。

## 分類
コールドサイト (cold site) は、上げ床、空調、電力、通信回線などの基本的な設備を備えた空の運用スペースである。事故の後、機器が持ち込まれ、運用を再開するように設定される。組織の元の場所からのデータと情報のバックアップされたコピーは含まれていない。また、すでにセットアップされているハードウェアも含まれていない。プロビジョニングされたハードウェアがないため、コールドサイトの運用コストは最小限に抑えられるが、災害前の元のサイトの運用を前に近い状態で引き継ぐには、災害発生後に時間が必要となる。コールドサイトには利用可能な機器がある場合もあるが、機能はしていない。
ウォームサイト (warm site) は、ホットサイトとコールドサイトの間の妥協点である。これらのサイトには、小規模ではあるが、ハードウェアとネットワーク接続がすでに確立されている。ウォームサイトにはバックアップが手元にあるかもしれないが、それらは完全ではなく、数日から1週間前のものである可能性がある。バックアップテープがウォームサイトに配信されるか、ネットワーク接続が確立されてリモートバックアップサイトからデータが復旧される間、復旧は遅延する。
ホットサイト (hot site) は、組織の元のサイトのほぼ完全な複製であり、完全なコンピューターシステムと、ユーザーデータの完全なバックアップがある。 2つのサイト間のリアルタイム同期で、広域ネットワークリンクと専用ソフトウェアを使用して元のサイトのデータ環境を完全にミラーリングする。元のサイトが中断された後、組織が移転できるようにホットサイトが存在し、最短の復旧時間で通常の運用への損失を最小限に抑える。理想的には、ホットサイトは数時間以内に稼働する。担当者をホットサイトに移動する必要がある場合もあるが、従業員が移転する前に、データ処理の観点からホットサイトが稼働しているようにもできる。ホットサイトの能力は、組織の要件に応じて、元のサイトと同じ場合と同じでない場合がある。この種類のバックアップサイトは、運用に最も費用がかかる。ホットサイトは、金融機関、政府機関、eコマースプロバイダーなどのリアルタイムプロセスを運用する組織で広く採用されている。ホットサイトから提供される最も重要な機能は、本番環境がメインのデータセンターと同時に実行されていることである。この同期により、業務への影響とダウンタイムを最小限に抑えられる。重大な停止イベントが発生した場合、影響を受けたサイトの代わりにホットサイトをすぐに使用する。ただし、このレベルの冗長性は安価ではなく、企業はホットサイト使用率の費用便益分析（CBA）を比較検討する必要がある。現在、バックアップサイトがダウンしていて"プロアクティブ"アプローチができていない場合、ISO 22301アプローチ（事業継続性管理の国際標準）に関する組織の成熟度によっては、ホットサイトとは見なされない場合がある。

## 代替サイト
一般に、代替サイトとは、再構成または交換された通常の実稼働環境が利用可能になるまで、作業に必要な人と機器が一定期間再配置されるサイトを指す。

## 選択肢
使用するバックアップサイトの種類の選択は、コスト対利益の分析に基づいて組織によって決定される。ホットサイトは、会社が必要とする機器の多くを購入する必要があり、したがってそれを維持するために人員が必要であり、運用コストが高くなるため、従来、コールドサイトよりも高価である。ただし、同じ組織が非アクティブである毎日のかなりの量の収益を失う場合、それはコストの価値があるかもしれない。ホットサイトのもう1つの利点は、災害が発生する前の運用に使用できることである。この負荷分散された本番処理方法は、費用効果が高く、データセンターの1つに影響を与えるイベント中のダウンタイムを最小限に抑えるというセキュリティをユーザーに提供する。
コールドサイトの利点は単純で、コストが安いことである。災害前に機器が持ち込まれていなかったため、コールドサイトを運用するために必要なリソースが少なくて済む。一部の組織では、古いバージョンのハードウェアをセンターに保管している場合がある。これは、古いハードウェアが多くの場合に使用される可能性があるサーバーファーム環境で適切である。コールドサイトの欠点は、コールドサイトを効果的にするための潜在的なコストである。非常に短期間で機器を購入するコストが高くつく可能性があり、災害により機器の入手が困難になる可能性がある。

## 商業サイト
バックアップサイト機能の商用プロバイダーからサービスを契約する場合、組織は契約上の使用規定と呼び出し手順に注意する必要がある。プロバイダーは、多くの場合、さまざまなサービスレベルに応じて、特定のサイトまたは施設に複数の組織を登録する。これは、サービスを使用するすべての組織が同時にサービスを必要とする可能性が低く、プロバイダーが手頃なコストでサービスを提供できるようにするため、合理的である。ただし、広範囲に及ぶ大規模な事件では、これらの施設の加入過多になる可能性がある。組織はプロバイダーに優先サービスを要求できるが、多くの場合、月額料金が高くなる。商用サイトは、プライマリデータセンターの本格的なミラーリング環境を備えたセカンダリプロダクションサイトとしても使用できる。繰り返しになるが、より高い料金が必要になるが、サイトのセキュリティと、データやアプリケーションへの中断のないアクセスをユーザーに提供する組織の能力は、コストを正当化することもある。